# Polpharma Starogard Gdański
El Polpharma Starogard Gdański es un equipo de baloncesto polaco que compite en la TBL, la primera división del país. Tiene su sede en la ciudad de Starogard Gdański. Disputa sus partidos en el Hala Argo-Kociewie, con capacidad para 2500 espectadores.

## Posiciones en Liga
| Temporada | Nivel | Liga | Pos | Copa de Polonia |
| --------- | ----- | ---- | --- | --------------- |
| 2009–10   | 1     | PLK  | 3º  |                 |
| 2010–11   | 1     | PLK  | 5º  | Campeón         |
| 2011–12   | 1     | PLK  | 111 |                 |
| 2012–13   | 1     | PLK  | 8º  |                 |
| 2013–14   | 1     | PLK  | 10º |                 |
| 2014–15   | 1     | PLK  | 15º |                 |
| 2015–16   | 1     | PLK  | 11º |                 |
| 2016–17   | 1     | PLK  | 7º  |                 |
| 2017–18   | 1     | PLK  | 12º |                 |

## Palmarés
- Copa de Polonia
  - Campeón (1): 2011
  - Subcampeón (1): 2006

- Supercopa de Polonia
  - Campeón (1): 2012

- 1Liga
  - Subcampeón (1): 2004

## Jugadores destacados
| - Mujo Tuljković - Kristijan Ercegovic - Rinalds Sirsniņš - Martynas Andriuškevičius - Mindaugas Budzinauskas - Linas Lekavicius - Ovidijus Varanauskas - Dušan Bocevski - Ivan Koljević - Ime Oduok - Patrick Okafor - Zbigniew Bialek - Kamil Chanas - Marcin Dutkiewicz - Mateusz Jarmakowicz - Grzegorz Kukiełka - Damian Kulig - Adam Lisewski - Lukasz Majewski - Robert Skibniewski - Szymon Szewczyk | - Łukasz Wiśniewski - Nejc Glavaš - Nikola Jeftic - Ranko Knieginic - Uroš Mirković - Mitar Trivunovic - Kirk Archibeque - T.J.Bannister - Eric Barkley - Charles Bennett - Rodney Blackmon - Adrian Bowie - Jawan Carter - Eric Coleman - Jason Crowe - Emmanuel Dies - Courtney Eldridge - Brian Gilmore - Jermaine Griffin - Michael Gruner | - Greg Harrington - Brandon Hazzard - Nathan Healy - Michael Hicks - Jeremy Hunt - Jerry Johnson - Kevin Johnson - Antonio Kellogg - Damien Kinloch - Brian Lubeck - Ben McCauley - Tony Meier - Anthony Miles - Josh Miller - Malcolm Montgomery - Zamal Nixon - David Patten - Christian Polk - Evan Ravenel - George Reese - Whitney Robinson - Jessie Sapp | - Edward Scott - Jeremy Simmons - Chet Stachitas - Dennis Stanton - Deonta Vaughn - Tony Weeden - Tyrone White - Aleksander Lichodzijewski - Aleksiej Olchevsky - Przemysław Pawlak - Jaime Peterson - Rome Sanders - Tony Tolbert - Brody Angley - Kevin Fletcher - David Logan - Joseph McNaull - Donald Copeland |